# Lechâtelet
Lechâtelet é uma comuna francesa na região administrativa da Borgonha-Franco-Condado, no departamento de Côte-d'Or. Estende-se por uma área de 3,68 km². Em 2010 a comuna tinha 227 habitantes (densidade: 61,7 hab./km²).